# ㄻ
ㄻ (reviderad romanisering: rieulmieum, hangul: 리을미음) är en av elva konsonantkluster i det koreanska alfabetet. Den består av ㄹ och ㅁ.